# 娄塘天主堂
娄塘天主堂，又名伯多禄堂、娄塘圣伯多禄堂，位于上海嘉定区娄塘镇人民街142号。2014年4月4日，此住宅被定为第八批上海市文物保护单位。

## 生平
清朝康熙年间修建。清朝光绪三年（1877年）重建，由吴渔山神父建造，改称伯多禄堂。清朝末期有教徒两百多人。1940年停止宗教活动改作他用，1990年修缮并恢复宗教活动。2009年重修。整个院落由主堂及周边七组辅助建筑组成。正门上方有“天主堂”三个大字，大门正对面为圣母玛利亚雕塑，堂内塑有十字架耶稣像。2009年7月，娄塘天主堂被公布为嘉定区登记不可移动文物。2010年12月，重新公布为嘉定区文物保护单位。2014年4月4日，被定为第八批上海市文物保护单位。